# Hovorelus
Hovorelus is een kevergeslacht uit de familie van de boktorren (Cerambycidae). De wetenschappelijke naam van het geslacht werd voor het eerst geldig gepubliceerd in 2003 door Galileo & Monné.

## Soorten
Hovorelus omvat de volgende soorten:
- Hovorelus adiectus Galileo & Martins, 2010
- Hovorelus splendidus Galileo & Monné, 2003